# Ultra Bright
Ultra Bright, född 22 februari 2013 på Menhammar stuteri i Ekerö i Stockholms län, är en svensk varmblodig travhäst. Hon tränas och körs av Fredrik Persson.
Ultra Bright har till augusti 2018 sprungit in 3,8 miljoner kronor på 31 starter varav 12 segrar, 4 andraplatser och 5 tredjeplatser. Hon inledde karriären i oktober 2015 och tog första segern i karriärens andra start den 20 oktober på Jägersro. Hon har tagit karriärens hittills största seger i Stochampionatet (2017). Hon har även segrat i Lovely Godivas Lopp (2018).
År 2017 var hon den svenska travsäsongens tionde vinstrikaste häst och näst vinstrikaste sto (efter Cash Crowe).